# Olga Gennadjewna Kusnezowa
Olga Gennadjewna Kusnezowa (russisch О́льга Генна́дьевна Кузнецо́ва; * 17. November 1968 in Samara, Russische SFSR als Olga Gennadjewna Klotschnewa) ist eine ehemalige russische Sportschützin.

## Erfolge
Dreimal nahm Olga Kusnezowa an Olympischen Spielen teil: 1996 zog sie in Atlanta mit der Luftpistole als Zweite der Qualifikation mit 389 Punkten ins Finale ein. In diesem erzielte sie mit 101,1 Punkten ebenfalls das zweitbeste Resultat und stellte mit insgesamt 490,1 Punkten einen neuen Olympiarekord auf. Damit wurde sie vor Marina Logwinenko und Marija Grosdewa Olympiasiegerin. Vier Jahre darauf belegte sie in Sydney mit der Luftpistole den siebten Rang und trat außerdem mit der Sportpistole an. Diese Konkurrenz beendete sie auf Rang 15. Bei den Olympischen Spielen 2004 in Athen wurde Kusnezowa mit der Luftpistole Neunte.
Bereits 1991 gewann sie bei den Weltmeisterschaften in Stavanger mit der sowjetischen Luftpistolen-Mannschaft die Goldmedaille. Dies gelang ihr auch 2002 in Lahti mit der nunmehr russischen Luftpistolen-Mannschaft. Im Einzel sicherte sie sich 2002 zudem Bronze, ebenso 2006 in Zagreb im Mannschaftswettbewerb. Sie nahm an den Europaspielen 2015 in Baku teil, bei denen sie mit der Luftpistole in der Qualifikation ausschied.
Olga Kusnezowa ist verheiratet und hat ein Kind.